# Джаксънвил
Вижте пояснителната страница за други значения на Джаксънвил.
Джаксънвил (на английски: Jacksonville) е най-големият град в щата Флорида и 13-ият по население град в Съединените американски щати с 892 062 жители (по приблизителна оценка от 2017 г.). Официално името на града се съкращава Джакс (Jax). Той е окръжен център на окръг Дювал.
Основан е под името Кауфърд през 1791 г. След като Флорида става част от САЩ (1821), градът приема днешното си име в чест на тогавашния губернатор и по-късно 7-ия президент на САЩ Андрю Джаксън.

## Население
Според преброяването на населението от 2000 г. в Джаксънвил живеят 735 617 души в 284 499 домакинства и 190 614 семейства. Гъстотата на населението е 384,9 души/km². Най-многобройно представени са белите (64,48%), следвани от афроамериканците (29,03%).

## История
Околностите на Джаксънвил са били населявани още преди 6000 г. от индианското племе тимикуа. Тяхното най-голямо селище в околността е било селището Ossachite, което днес е на територията на града. Първото постоянно селище от новото време е основано под името Кауфърд (Cow Ford) през 1791 г.
По-късно районът се превръща в любимо място за зимния сезон на богаташи и знаменитости. В града върлува епидемия от жълта треска през 1886 и 1888 г.
На 3 май 1901 г. градът е сериозно опустошен от голям пожар, избухнал във фабриката за матраци. По обяд пламва искра в материала за пълнеж на матраци. Вярвайки, че пожарът ще бъде потушен с няколко кофи вода, не е подаден сигнал за пожар. Пламъците се разпространяват по-бързо, отколкото е очаквано, и обхващат всичко наоколо. През следващите няколко часа са опожарени и разрушени 2368 къщи, а 10 000 жители остават без дом. Това бедствие се числи към най-лошите в историята на Флорида.
По време на Втората световна война в Джаксънсвил е основан тренировъчен лагер на военноморския флот, който по-късно е преместен в Пенсакола. И днес в Джаксънвил се намира голяма база на американския военноморски флот (Naval Air Station Jacksonville).
Джаксънвил е бил също арена на расово разделение и насилие. На 27 август 1960 г. членове на Ку Клукс Клан излизат срещу протестиращи цветнокожи. В по-ново време ситуацията е спокойна. Така става възможно Нат Глоувър (Nat Glover) да бъде избран за първия афроамерикански шериф на окръг Дювал през 1995 г.

## Икономика
Джаксънвил е модерен, бързо развиващ се индустриален център. Това се дължи особено много на промишленото пристанище, което е сред най-важните за вноса на автомобили в САЩ. Освен това то служи като база на военноморския флот на САЩ, което според някои е във вреда на автомобилната промишленост, тъй като военното корабоплаване има приоритет – това е основната причина например за преместването на вноса на автомобилите на „Mercedes-Benz“ за регион Югоизток в близкия Брънзуик. Река Сейнт Джоунс се влива при Джаксънвил в Атлантическия океан. Пристанището се простира и на самата река.

## Личности
- Блайнд Блейк, блус певец и китарист
- Барбара Джин (Барби) Бланк
- Пaт Бун, поппевец, писател и артист (р. 1934)
- Дани Джо Браун, певец
- Чандра Чийзбъроу, лекоатлетка и олимпийска победителка
- Мериан Купър, пилот, артист, режисьор, автор на сценарии и продуцент
- Джаки Дейвис, соул джаз органист
- Фред Дърст, певец и фронтмен на групата Лимп Бизкит
- Дейвид Дювал, професионален голф играч
- Ашли Грийн, актриса
- Боб Хейс, играч на американски футбол, спринтьор
- Пола Кели, фотомодел и актриса
- Уенди Лоурънс, астронавтка
- Бейлис Леврет, автомобилен състезател
- Мейс, рапър
- Скот Макензи, певец
- Бред Мелдау, джаз изпълнител
- Маркъс Робъртс, джаз пианист
- Гари Росингтън, музикант (Линърд Скинърд)
- Уесли Скайлс, подводен фотограф
- Чарлс Толивър, джаз музикант
- Скутър Уорд, музикант
- Джон Уилър, физик-теоретик
- Джони Ван Зант, музикант (Линърд Скинърд)
- Рони Ван Зант, музикант (Линърд Скинърд)
- Рики Медлок, музикант (Линърд Скинърд)